# Reglindis (Apfel)
Reglindis ist eine Sorte des Kulturapfels (Malus domestica).

## Beschreibung

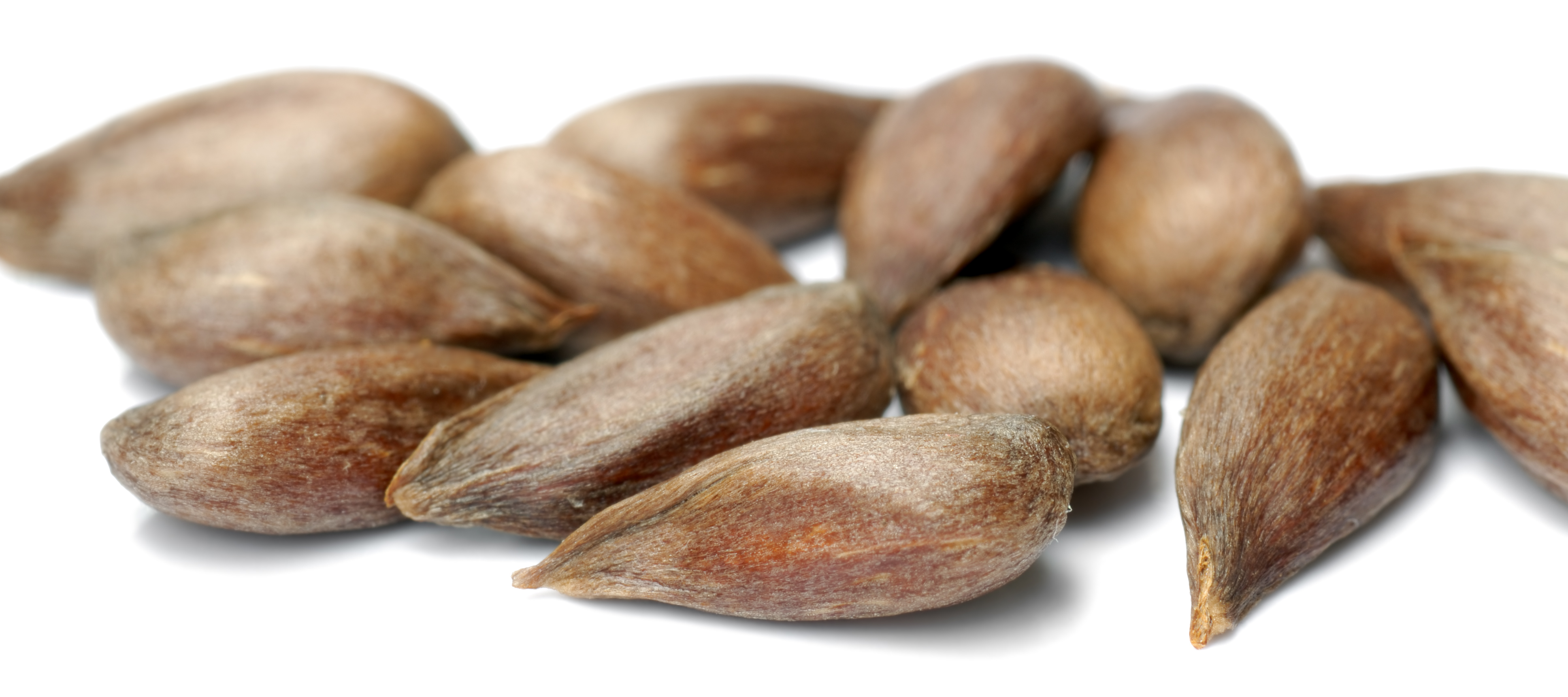
Kerne der Sorte Reglindis

Reglindis ist gelb mit roter Deckfarbe. Die Schale ist geschmeidig und bei Vollreife fettend. Das Fruchtfleisch ist saftig. Der Geschmack ist zart süß-säuerlich und ausgeglichen.

## Anbau
Reglindis ist gut resistent gegen Frost im Winter und auch gegen Spätfrost.
Der Apfel ist im September pflückreif, und bis November genussreif.
Reglindis gehört zu den sogenannten Re-Sorten, die in Pillnitz gezüchtet wurden, und sich durch besondere Resistenz auszeichnen. Dies bezieht sich insbesondere auf Resistenz gegenüber Mehltau, für andere Krankheiten können diese Sorten anfällig sein. Reglindis ist etwas anfällig für Mehltau und Feuerbrand.

## Geschichte
Reglindis entstand in der DDR am Institut für Pflanzenzüchtung in Dresden-Pillnitz als Kreuzung aus James Grieve und einer speziell für die Zucht gezüchteten Sorte.